# Patagia motyli
Patagia (l. poj. patagium) – para wyrostków ruchomo połączonych z przedtułowiem, występująca u wielu motyli.
Patagia mają postać delikatnych wyrostków powstałych z bocznych części przedplecza i sięgających jego bocznego brzegu. Występują u wyżej stojących linii ewolucyjnych z podrzędu Glossata. Połączenie patagium z przedtułowiem jest błoniaste i szczególnie wydłużone u Obtectomera – przedstawiciele tego kladu mają często duże, baloniaste, opatrzone szypułką patagia. Najsilniej wykształcone są one u sówkowatych, u których porastające je łuski tworzą kołnierzyk. W niektórych grupach budowa i stopień sklerotyzacji tych wyrostków ma znaczenie taksonomiczne.
U niektórych motyli występują jeszcze parapatagia, stanowiące kolejną parę podobnych wyrostków położoną na przedtułowiu z tyłu od patagiów. Ponadto u niektórych niższych Glossata spotyka się wyrostki podobnie położone do nich, ale niehomologiczne.